# Étienne Burin des Roziers
Pour les autres membres de la famille, voir Famille Burin des Roziers.
Pour les articles homonymes, voir Burin (homonymie) et Roziers.
Étienne Burin des Roziers, né le 11 août 1913 à Paris 9e et mort à Paris 16e le 26 décembre 2012, est un haut fonctionnaire français. Il est notamment secrétaire général de l'Élysée entre 1962 et 1967.

## Biographie

### Jeunesse et études
Étienne Burin des Roziers est le fils d'André Burin des Roziers, directeur d'une compagnie d'assurances (1876-1938), et de Madeleine Heurteau (1880-1944). Il effectue ses études secondaires à l'Institution Sainte-Marie de Monceau, et obtient son baccalauréat littéraire en 1931. Il obtient une licence de droit à l'université de Paris en 1933, ainsi que le diplôme de l’École libre des sciences politiques. Il est aussi titulaire d'un certificat en histoire. Il est admis à l'université d'Oxford avec une bourse, et y décroche un diplôme en économie en 1935. Il est reçu au quai d'Orsay en 1939 après avoir préparé le concours à Sciences Po. 

### Parcours professionnel
Il entame une carrière de diplomate au Quai d’Orsay en 1939. Attaché d’ambassade à Washington, il rejoint la France libre à Londres en avril 1942 et intègre le cabinet militaire du général Catroux.
Il devient officier d'ordonnance du général de Gaulle l’année suivante et rejoint son cabinet à la Libération.
Maître de conférences à l’ENA dans les années 1950, il est ambassadeur de France à Varsovie à partir de 1958, avant d'être nommé en 1962 secrétaire général de l'Élysée auprès du général de Gaulle. Il occupe ce poste jusqu'en 1967. Il est ensuite nommé ambassadeur à Rome, jusqu’en 1972, puis représentant permanent de la France auprès des Communautés européennes entre 1972 et 1975. Nommé au Conseil d’État en 1975, il y exerce ses fonctions jusqu’en 1985.
Étienne Burin des Roziers est marié et père de quatre enfants.
Il meurt en 2012 à l’âge de 99 ans. Il a habité au 38 rue de la Tour dans le 16e arrondissement de Paris de 1954 à 1983(?) et repose au cimetière de Passy, le long du mur d'entrée.

## Décorations
- Grand officier de la Légion d'honneur,
- Grand-croix de l'ordre national du Mérite
- Croix de guerre 1939–1945,
- Médaille de la Résistance française par décret du 24 avril 1946,
- Médaille commémorative des services volontaires dans la France libre[6].